# Чемпионат СССР по биатлону
Чемпионат СССР по биатлону — спортивное соревнование по биатлону, проходившее ежегодно с 1957 по 1992 годы. Организатором соревнований была Федерация биатлона СССР, которая с 1958 года входила в Международный союз современного пятиборья и биатлона (УИПМБ).

## История
Развитие биатлона в СССР началось во второй половине 1950-х годов, после того как в 1956 году Международный Олимпийский комитет включил этот вид спорта в программу Зимних Олимпийских игр.
Впервые медали чемпионата СССР были разыграны в 1957 году, в формате «военизированной лыжной гонки» на 30 км, некоторыми источниками это соревнование не признаётся чемпионатом СССР по биатлону, так как военизированные гонки со стрельбой проводились в рамках чемпионатов СССР по лыжным гонкам с 1933 года. Соревнования проводились в формате командных (патруль) и индивидуальных гонках. Так, 4 марта 1941, призёрами первенства СССР в индивидуальной "военизированной гонке со стрельбой на 20 км" стали: 1.Николай Манжосов ЦДКА 2.Аркадий Додонов "Спартак" 3.Владимир Петров "Зенит". На следующий год, 6 февраля 1958 года в рамках чемпионата СССР по лыжным гонкам, проходившего в спортивном центре Отепя (Эстонская ССР), была проведена индивидуальная гонка на 20 км с четырьмя огневыми рубежами. Весь пьедестал соревнований заняли представители Свердловска, победителем стал Александр Губин. Данное соревнование было также отборочным для формирования сборной СССР на чемпионат мира.
В первые годы в программу чемпионата входила только индивидуальная гонка, в 1966 году добавилась эстафета, в 1974 году — спринт. С 1975 года нерегулярно проводилась гонка патрулей, с 1989 года — командная гонка.
В 1979 году в городе Губаха Пермской области впервые проведён чемпионат СССР среди женщин. В программе соревнований была спринтерская гонка, проходившая по нестандартным правилам — на дистанцию 5 км с одним огневым рубежом. Первой чемпионкой СССР стала Октябрина Соколова из Новосибирска, в последующем она станет 8-кратной чемпионкой страны. Также в этом году впервые проведена женская эстафета (3х5км), чемпионками стали Зульфия Пигалова, Людмила Сидорова и Октябрина Соколова. Индивидуальная гонка среди женщин впервые проведена в 1981 году, также по нестандартным правилам (7.5 км с двумя огневыми рубежами), победительницей стала Людмила Заболотная.
Последний чемпионат СССР прошёл в феврале 1992 года в Ижевске, уже под названием «Чемпионат СНГ».

#### Федерация биатлона СССР / Союз биатлонистов России (СБР)
26 февраля 1992 года, в Ижевске, в рамках последнего чемпионата СССР, был образован «Союз биатлонистов России» (СБР).
В 1992, на чемпионате мира в Новосибирске, команда в последний раз выступила в экипировке с надписью СССР.

## 1957
I Чемпионат СССР по биатлону проходил в Свердловске в рамках личного первенства по лыжным гонкам и современному зимнему двоеборью с 13 по 18 марта 1957 года.
Соревнования проводились по одной дисциплине — гонка на 30 км. Спортсмены стреляли не по современным биатлонным мишеням, а по подвешенным резиновым шарам. В гонке был один огневой рубеж, на 16-м километре дистанции, на котором спортсмены должны были поразить две мишени. В соревнованиях стартовали 26 спортсменов, из которых дошли до финиша 21.

### Победители и призёры
| Дисциплина     | Золото                                                         | Серебро                                | Бронза                           |
| -------------- | -------------------------------------------------------------- | -------------------------------------- | -------------------------------- |
| Гонка на 30 км | Маринычев Владимир Советская Армия Москва 2.02,45 (0 шт. мин.) | Терентьев Фёдор Советская Армия Москва | Аникеев Виталий «Динамо» Горький |

## 1958
II Чемпионат СССР по биатлону проходил в Отепя в рамках личного первенства по лыжным гонкам и современному зимнему двоеборью с 1 по 8 февраля 1958 года.
Соревнования проводились по одной дисциплине — гонка на 20 км.
Чемпионат стал отборочным к первому чемпионату мира 1958 года, по его итогам впервые сформирована сборная СССР. Для участия в чемпионате мира были отобраны Губин и Бутаков, а также занявший четвёртое место Валентин Пшеницын и финишировавший 15-м Дмитрий Соколов. Два последних спортсмена попали в команду по причине хороших выступлений на контрольной гонке в Яхроме в январе 1958 года (1-2 места).

### Победители и призёры
| Дисциплина     | Золото                                     | Серебро                                   | Бронза                             |
| -------------- | ------------------------------------------ | ----------------------------------------- | ---------------------------------- |
| Гонка на 20 км | Губин Александр Советская Армия Свердловск | Бутаков Виктор Советская Армия Свердловск | Кожин Владимир «Динамо» Свердловск |

## 1959
III Чемпионат СССР по биатлону проходил в Свердловске в рамках личного первенства по лыжным гонкам и современному зимнему двоеборью с 7 по 12 марта 1959 года.
Соревнования проводились по одной дисциплине — гонка на 20 км.

### Победители и призёры
| Дисциплина     | Золото                                   | Серебро                               | Бронза                                 |
| -------------- | ---------------------------------------- | ------------------------------------- | -------------------------------------- |
| Гонка на 20 км | Меланьин Владимир Советская Армия Москва | Бутаков Виктор Советская Армия Москва | Попов Александр Советская Армия Москва |

## 1960
IV Чемпионат СССР по биатлону проходил в Свердловске в рамках личного первенства по лыжным гонкам и современному зимнему двоеборью с 13 по 19 марта 1960 года.
Соревнования проводились по одной дисциплине — гонка на 20 км.

### Победители и призёры
| Дисциплина     | Золото                             | Серебро                               | Бронза            |
| -------------- | ---------------------------------- | ------------------------------------- | ----------------- |
| Гонка на 20 км | Привалов Александр «Динамо» Москва | Бутаков Виктор Советская Армия Москва | Фалин С. «Динамо» |

## 1961
V Чемпионат СССР по биатлону проходил в Мурманске в рамках личного первенства по лыжным гонкам и современному зимнему двоеборью с 28 марта по 4 апреля 1961 года.
Соревнования проводились по одной дисциплине — гонка на 20 км.

### Победители и призёры
| Дисциплина     | Золото                             | Серебро                                   | Бронза                                  |
| -------------- | ---------------------------------- | ----------------------------------------- | --------------------------------------- |
| Гонка на 20 км | Привалов Александр «Динамо» Москва | Макаров Василий Советская Армия Ленинград | Меланьин Владимир Советская Армия Киров |

## 1962
VI Чемпионат СССР по биатлону проходил в Свердловске в рамках Зимней спартакиады народов СССР 1962 с 4 по 11 марта 1962 года.
Соревнования проводились по одной дисциплине — гонка на 20 км.

### Победители и призёры
| Дисциплина     | Золото                            | Серебро                                 | Бронза                                            |
| -------------- | --------------------------------- | --------------------------------------- | ------------------------------------------------- |
| Гонка на 20 км | Мещеряков Николай «Динамо» Москва | Меланьин Владимир Советская Армия Киров | Пузанов Николай Советская Армия Челябинск (РСФСР) |

## 1963
VII Чемпионат СССР по биатлону проходил в 1963 году в Мурманске.
Соревнования проводились по одной дисциплине — гонка на 20 км.

### Победители и призёры
| Дисциплина     | Золото                                     | Серебро | Бронза                                   |
| -------------- | ------------------------------------------ | ------- | ---------------------------------------- |
| Гонка на 20 км | Пузанов Николай Вооружённые Силы Ленинград |         | Меланьин Владимир Вооружённые Силы Киров |

## 1964
VIII Чемпионат СССР по биатлону проходил в 1964 году в Красноярске.
Соревнования проводились по одной дисциплине — гонка на 20 км.

### Победители и призёры
| Дисциплина     | Золото                             | Серебро | Бронза                                        |
| -------------- | ---------------------------------- | ------- | --------------------------------------------- |
| Гонка на 20 км | Привалов Александр «Динамо» Москва |         | Макаров Василий Вооруженные Силы г. Ленинград |

## 1965
IX Чемпионат СССР по биатлону проходил в 1965 году.
Соревнования проводились по одной дисциплине — гонка на 20 км.

### Победители и призёры
| Дисциплина     | Золото                             | Серебро                                      | Бронза |
| -------------- | ---------------------------------- | -------------------------------------------- | ------ |
| Гонка на 20 км | Привалов Александр «Динамо» Москва | Макаров Василий Вооруженные Силы г.Ленинград |        |

## 1966
X Чемпионат СССР по биатлону проходил в 1966 году.
Соревнования проводились по двум дисциплинам — гонка на 20 км и эстафета 4х7,5 км.

### Победители и призёры
| Дисциплина        | Золото                                                                                    | Серебро                    | Бронза                                                     |
| ----------------- | ----------------------------------------------------------------------------------------- | -------------------------- | ---------------------------------------------------------- |
| Гонка на 20 км    | Меланьин Владимир Вооружённые Силы Москва                                                 | А. Швецов Пермская область | Маматов Виктор «Локомотив» Новосибирск                     |
| Эстафета 4х7,5 км | Москва Привалов А. («Динамо») Мещеряков Н. («Динамо») Гончаров В. Гундарцев В. («Динамо») | Московская область         | г. Ленинград Богатырев В. Пузанов Н. Мальков А. Макаров В. |

## 1967
XI Чемпионат СССР по биатлону проходил в 1967 году.
Соревнования проводились по двум дисциплинам — гонка на 20 км и эстафета 4х7,5 км.

### Победители и призёры
| Дисциплина        | Золото                                                                                 | Серебро | Бронза |
| ----------------- | -------------------------------------------------------------------------------------- | ------- | ------ |
| Гонка на 20 км    | Пузанов Николай Вооружённые Силы Ленинград                                             |         |        |
| Эстафета 4х7,5 км | «Динамо» Сафин Р. (Ленинград) Мальков А. Гундарцев В. (Москва) Иванов Б. (Новосибирск) |         |        |

## 1968
XII Чемпионат СССР по биатлону проходил в 1968 году в Новосибирске.
Соревнования проводились по двум дисциплинам — гонка на 20 км и эстафета 4х7,5 км.

### Победители и призёры
| Дисциплина        | Золото | Серебро                                                                       | Бронза                                                                                                |
| ----------------- | --- | ----------------------------------------------------------------------------- | --- |
| Гонка на 20 км    | Маматов Виктор «Локомотив» Новосибирск                                                                             | Иванов Борис «Динамо» Новосибирск                                             | Колмаков Юрий Вооружённые силы Новосибирск                                                            |
| Эстафета 4х7,5 км | Новосибирская обл. Колмаков Ю. (Вооружённые Силы) Исаков Л. («Труд») Иванов Б. («Динамо») Маматов В. («Локомотив») | Москва Гончаров В. Гундарцев В. («Динамо») Логинов В. Мещеряков Н. («Динамо») | Ленинград Гайналов П. Пузанов Н. (Вооружённые Силы) Разепин А. (Вооружённые Силы) Сафин Р. («Динамо») |

## 1969
XIII Чемпионат СССР по биатлону проходил в 1969 году, в городе Цесис , Приекули  Латвийской ССР.
Соревнования проводились по двум дисциплинам — гонка на 20 км и эстафета 4х7,5 км.

### Победители и призёры
| Дисциплина        | Золото                                                                                            | Серебро                                                                        | Бронза                         |
| ----------------- | ------------------------------------------------------------------------------------------------- | ------------------------------------------------------------------------------ | ------------------------------ |
| Гонка на 20 км    | Тихонов Александр «Динамо» Новосибирск                                                            |                                                                                | Сафин Ринат «Динамо» Ленинград |
| Эстафета 4х7,5 км | Вооружённые Силы Пузанов Н. (Ленинград) Попов А. Кракосевич Ю. (Ленинград) Разепин А. (Ленинград) | «Динамо» Гундарцев В. (Москва) Сафин Р. (Ленинград) Тихонов А. (Новосибирск) ? |                                |

## 1970
XIV Чемпионат СССР по биатлону проходил с 20 по 23 марта 1970 году в Кировске.
Соревнования проводились по двум дисциплинам — гонка на 20 км и эстафета 4х7,5 км.

### Победители и призёры
| Дисциплина        | Золото                                                                               | Серебро                                                | Бронза |
| ----------------- | ------------------------------------------------------------------------------------ | ------------------------------------------------------ | --- |
| Гонка на 20 км    | Тихонов Александр «Динамо» Новосибирск                                               | Ушаков Александр «Зенит» Ижевск                        | Исаков Леонид «Труд» Новосибирск                                                                           |
| Эстафета 4х7,5 км | «Динамо» Тихонов А. (Новосибирск) Гулбис Я. Сорока Я. (Харьков) Сафин Р. (Ленинград) | «Динамо» Третьяков В. Кузьмин Е. Панюков Е. Прицкер А. | Вооружённые Силы Ковалёв Г. (Чита) Разепин А. (Ленинград) Пузанов Н. (Ленинград) Кракосевич Ю. (Ленинград) |

## 1971
XV Чемпионат СССР по биатлону проходил в Кирово-Чепецке с 14 по 18 марта 1971 года.
Соревнования проводились по двум дисциплинам — гонка на 20 км и эстафета 4х7,5 км.

### Победители и призёры
| Дисциплина        | Золото                                                                                  | Серебро                                                                        | Бронза                                                                                                |
| ----------------- | --------------------------------------------------------------------------------------- | ------------------------------------------------------------------------------ | --- |
| Гонка на 20 км    | Сафин Ринат «Динамо» Ленинград                                                          | Маматов Виктор «Локомотив» Новосибирск                                         | Тихонов Александр «Динамо» Новосибирск                                                                |
| Эстафета 4х7,5 км | «Динамо» Тихонов А. (Новосибирск) Сорока Я. (Харьков) Урбанович В. Сафин Р. (Ленинград) | «Динамо»-2 Крапивин Ю. (Москва) Есаулков Б. (Свердловск) Панюков Е. Кузьмин Е. | Вооружённые Силы Ушаков А. (Новосибирск) Пузанов Н. (Ленинград) Колмаков Ю. Кракосевич Ю. (Ленинград) |

## 1972
XVI Чемпионат СССР по биатлону проходил в Кирово-Чепецке с 6 по 9 марта 1972 года.
Соревнования проводились по двум дисциплинам — гонка на 20 км и эстафета 4х7,5 км.

### Победители и призёры
| Дисциплина        | Золото                                                                                | Серебро                                                                                         | Бронза                                                       |
| ----------------- | ------------------------------------------------------------------------------------- | ----------------------------------------------------------------------------------------------- | ------------------------------------------------------------ |
| Гонка на 20 км    | Тихонов Александр «Динамо» Новосибирск                                                | Сорока Ярослав «Динамо» Харьков                                                                 | Сафин Ринат «Динамо» Ленинград                               |
| Эстафета 4х7,5 км | «Динамо» Кузьмин Е. Тихонов А. (Новосибирск) Сорока Я. (Харьков) Сафин Р. (Ленинград) | Вооружённые Силы Ковалёв Г. (Чита) Пузанов Н. (Ленинград) Колмаков Ю. Кракосевич Ю. (Ленинград) | Вооружённые Силы Бельский С. Гайналов П. Вингрис Ю. Вимба Я. |

## 1973
XVII Чемпионат СССР по биатлону проходил в Кирово-Чепецке с 14 по 18 марта 1973 года.
Соревнования проводились по двум дисциплинам — гонка на 20 км и эстафета 4х7,5 км.

### Победители и призёры
| Дисциплина        | Золото                                                                                              | Серебро                                                                                         | Бронза                                                                                        |
| ----------------- | --------------------------------------------------------------------------------------------------- | ----------------------------------------------------------------------------------------------- | --------------------------------------------------------------------------------------------- |
| Гонка на 20 км    | Бяков Иван «Олимпия» Кирово-Чепецк                                                                  | Маматов Виктор «Локомотив» Новосибирск                                                          | Круглов Николай «Труд» Горький                                                                |
| Эстафета 4х7,5 км | «Труд» Гагарин Л. (Новосибирск) Скосырев Д. (Мурманск) Исаков Л. (Новосибирск) Круглов Н. (Горький) | «Динамо» Гундарцев В. (Москва) Сосков А. (Ижевск) Сафин Р. (Ленинград) Тихонов А. (Новосибирск) | «Зенит» Романов Н. (Барнаул) Третьяков В. (Москва) Буранов Г. (Ижевск) Чеботарёв Г. (Сарапул) |

## 1974
XVIII Чемпионат СССР по биатлону проходил в программе Зимней спартакиады народов СССР 1974 Свердловске с 6 по 17 марта 1974 года.
Соревнования проводились по трём дисциплинам — гонка на 20 км, эстафета 4х7,5 км, впервые проведена спринтерская гонка на 10 км.

### Победители и призёры
| Дисциплина        | Золото | Серебро | Бронза |
| ----------------- | --- | --- | --- |
| Гонка на 10 км    | Круглов Николай «Труд» Горький | | |
| Гонка на 20 км    | Тихонов Александр «Динамо» Новосибирск | Амосов Владимир Вооружённые Силы Новосибирск | Ковалёв Геннадий Вооружённые Силы Чита                                                                                   |
| Эстафета 4х7,5 км | РСФСР-2 Коробейников А. («Динамо» Барнаул) Скосырев Д. («Труд» Мурманск) Амосов В. (Вооружённые Силы Новосибирск) Романов Н. («Зенит» Бийск) | РСФСР-1 Ушаков А. (Вооружённые Силы Новосибирск) Ковалёв Г. (Вооружённые Силы Чита) Круглов Н. («Труд» Горький). Тихонов А. («Динамо» Новосибирск) | Ленинград Докучаев В. («Буревестник») Пузанов Н. (Вооружённые Силы) Кракосевич Ю. (Вооружённые Силы) Сафин Р. («Динамо») |

## 1975
XIX Чемпионат СССР по биатлону проходил в Свердловске с 10 по 16 марта 1975 года.
Соревнования в Свердловске проводились по трём дисциплинам — гонка на 10 км, гонка на 20 км, эстафета 4х7,5 км. 16 апреля в Мурманске впервые в истории чемпионатов СССР проведена гонка патрулей.

### Победители и призёры
| Дисциплина        | Золото | Серебро | Бронза |
| ----------------- | --- | --- | --- |
| Гонка на 10 км    | Тихонов Александр «Динамо» Новосибирск | Круглов Николай Вооружённые Силы Горький | Пивиков Виктор «Труд» Горький |
| Гонка на 20 км    | Селифонов Александр «Динамо» Москва | Тихонов Александр «Динамо» Новосибирск | Николаев Владимир «Локомотив» Свердловск |
| Эстафета 4х7,5 км | Вооружённые Силы Короленко В. Ушаков А. Круглов Н. (Горький) Колмаков Ю.                                                                                      | «Динамо» Коробейников А. (Барнаул) Пааво М. (Таллин) Чурбаков В. (Алма-Ата) Тихонов А. (Новосибирск)                                         | «Локомотив» Молчанов В. Николаев В. (Свердловск) Поляков С. (Горький) Хованцев А.                                                                          |
| Гонка патрулей    | «Труд» Елизаров Александр (Московская область) Скосырев Дмитрий (Мурманск) Валиуллин Самат (Ульяновск) Коньков Владимир (Свердловск) Пивиков Виктор (Горький) | «Динамо» Тихонов Александр (Новосибирск) Бусов Семён (Пермь) Коробейников Александр (Барнаул) Носков Николай (Свердловск) Кеэму Агу (Таллин) | «Спартак» Дворецкий Виктор (Смоленск) Соколов Владимир (Петропавловск-Камчатский) Хурин Валерий (Петропавловск-Камчатский) Сахторов С. Артемьев Ю. (Минск) |

## 1976
XX Чемпионат СССР по биатлону проходил в Свердловске с 15 по 21 марта по трем дисциплинам — гонка на 10 км, гонка на 20 км, эстафета 4х7,5 км и в Мурманске 10 апреля 1976 года (гонка патрулей).

### Победители и призёры
| Дисциплина        | Золото | Серебро | Бронза |
| ----------------- | --- | --- | --- |
| Гонка на 10 км    | Тихонов Александр «Динамо» Новосибирск | Алябьев Анатолий Вооружённые Силы Ленинград                                                                        | Валиуллин Самат «Труд» Ульяновск                                                                                   |
| Гонка на 20 км    | Чурбаков Виктор «Динамо» Алма-Ата | Бяков Иван «Зенит» Киров                                                                                           | Очнев Владимир «Динамо» Новосибирск                                                                                |
| Эстафета 4х7,5 км | «Динамо» Хасанов Т. (Тюмень) Груздев И. (Вильнюс) Очнев В. (Новосибирск) Тихонов А. (Новосибирск)                                                  | «Зенит» Федотов М. (Ижевск) Комлев Е. Романов Н. (Бийск) Бяков И. (Киров)                                          | «Зенит» Кириленко В. Живрин В. Рычков В. Савинов Н. (Бийск)                                                        |
| Гонка патрулей    | «Спартак» Соколов В. (Петропавловск-Камчатский) Хурин В. (Петропавловск-Камчатский) Артемьев Ю. (Минск) Петрище В. (Минск) Дворецкий В. (Смоленск) | «Локомотив» Хованцев А. (Братск) Николаев В. (Сызрань) Растопин А. (Сумы) Поляков С. (Горький) Шашкин А. (Горький) | «Динамо» Очнев В. (Новосибирск) Бусов С. (Пермь) Носков Н. (Свердловск) Кеэму А. (Таллин) Черемнов Ю. (Красноярск) |

## 1977
XXI Чемпионат СССР по биатлону проходил в Кирово-Чепецке с 9 по 13 марта по трем дисциплинам — гонка на 10 км, гонка на 20 км, эстафета 4х7,5 км и в Мурманске 9 апреля 1977 года (гонка патрулей).

### Победители и призёры
| Дисциплина        | Золото | Серебро | Бронза |
| ----------------- | --- | --- | --- |
| Гонка на 10 км    | Тихонов Александр «Динамо» Новосибирск | Очнев Владимир «Динамо» Новосибирск                                                                           | Круглов Николай Вооружённые Силы Горький                                                                                              |
| Гонка на 20 км    | Тихонов Александр «Динамо» Новосибирск | Круглов Николай Вооружённые Силы Горький                                                                      | Очнев Владимир «Динамо» Новосибирск                                                                                                   |
| Эстафета 4х7,5 км | «Динамо» Хасанов Т. (Тюмень) Груздев И. (Вильнюс) Очнев В. (Новосибирск) Тихонов А. (Новосибирск)                                          | Вооружённые Силы Ушаков А. (Ленинград) Ковалёв Г. (Чита) Круглов Н. (Горький) Попов А. (Москва)               | «Буревестник» Толкачёв В. (Минск) Докучаев В. (Ленинград) Храмцов В. (Новосибирск) Проволоцкий Н. (Минск)                             |
| Гонка патрулей    | Вооружённые Силы Токарев Г. (Новосибирск) Вахрушев Ю. (Киров) Аникеев С. (Петрозаводск) Удинцев Ю. (Свердловск) Никифоров А. (Новосибирск) | «Локомотив» Шашкин А. (Горький) Хованцев А. (Москва) Поляков С. (Горький) Савин М. (Орёл) Николаев В. (Пенза) | Профсоюзы Чернобровкин С. (Свердловск) Шакиров Р. (Глазов) Фахрутдинов И. (Свердловск) Обухов Ю. (Кирово-Чепецк) Горбушин Л. (Глазов) |

## 1978
XXII Чемпионат СССР по биатлону проходил в программе Зимней спартакиады народов СССР 1978 Свердловске по трем дисциплинам — гонка на 10 км, гонка на 20 км и эстафета 4х7,5 км с 8 по 19 марта 1978 года.
Гонка патрулей проходила в Мурманске 8 апреля 1978 года

### Победители и призёры
| Дисциплина        | Золото | Серебро | Бронза |
| ----------------- | --- | --- | --- |
| Гонка на 10 км    | Тихонов Александр «Динамо» Новосибирск | Алябьев Анатолий Вооружённые Силы Ленинград | Толкачёв Вячеслав «Буревестник» Минск                                                                                    |
| Гонка на 20 км    | Толкачёв Вячеслав «Буревестник» Минск | Круглов Николай Вооружённые Силы Горький | Елизаров Александр «Труд» Московская область                                                                             |
| Эстафета 4х7,5 км | РСФСР-3 Никифоров А. (Вооружённые Силы Новосибирск) Петров А. («Динамо» Новосибирск) Введенский В. («Динамо» Тюмень) Очнев В. («Динамо» Новосибирск) | РСФСР-1 Елизаров А. («Труд» Московская область) Тихонов А. («Динамо» Новосибирск) Круглов Н. (Вооружённые Силы Горький) Барнашев В. («Урожай» Омск) | Ленинград Марсаков В. («Динамо») Живрин В. («Труд») Алябьев А. (Вооружённые Силы) Ушаков А. (Вооружённые Силы)           |
| Гонка патрулей    | «Труд» Елизаров А. (Моск.обл.) Суслов А. (Тольятти) Грушевский А. (Мурманск) Кубасов А. (Мурманск) Зырянов П. (Мурманск)                             | «Вооружённые Силы» Круглов Н. (Горький) Ушаков А. (Ленинград) Алябьев А. (Ленинград) Токарев Г. (Кемерово) Никифоров А. (Новосибирск)               | «Профсоюзы» Соколов В. (Москва) Шевченко В. (Новосибирск) Очнев В. (Новосибирск) Голев А. (Москва) Живрин В. (Ленинград) |

## 1979
XXIII Чемпионат СССР по биатлону проходил в Кирово-Чепецке с 13 по 20 марта 1979 года.
Соревнования проводились по трём дисциплинам — гонка на 20 км, эстафета 4х7,5 км и гонка патрулей, также в этом сезоне была проведена спринтерская гонка на 10 км.
9-11 марта 1979 года в городе Губаха прошёл первый чемпионат СССР среди женщин. 9 марта состоялась спринтерская гонка на 5 км с одним огневым рубежом, а 11 марта прошла эстафета 3х5 км.

### Победители и призёры
| Дисциплина        | Золото                                                                   | Серебро                                                                                                   | Бронза                                                                      |
| ----------------- | ------------------------------------------------------------------------ | --- | --------------------------------------------------------------------------- |
| Гонка на 10 км    | Гавриков Владимир Вооружённые Силы Москва                                | |                                                                             |
| Гонка на 20 км    | Алябьев Анатолий Вооружённые Силы Ленинград                              | Берёзкин Владимир «Зенит» Ижевск                                                                          | Аликин Владимир «Буревестник» Пермь                                         |
| Эстафета 4х7,5 км | «Зенит» Кадров Соколов Фомичёв В. (Московская область) Бруенко П. (Киев) | Вооружённые Силы Сербаев В. (Томск) Круглов Н. (Горький) Артемьев В. (Новосибирск) Алябьев А. (Ленинград) | «Зенит» Берёзкин В. (Ижевск) Фирулев В. (Ижевск) Голев А. (Москва) Заварзин |
| Гонка патрулей    | Профсоюзы Горбушин Л. (Глазов) ?                                         | |                                                                             |

### Женщины
| Дисциплина      | Золото                                                                                        | Серебро                    | Бронза                               |
| --------------- | --------------------------------------------------------------------------------------------- | -------------------------- | ------------------------------------ |
| Спринт (5 км)   | Соколова Октябрина Новосибирск                                                                | Пигалова Зульфия Челябинск | Образова Валентина Минск             |
| Эстафета 3х5 км | РСФСР Пигалова Зульфия (Челябинск) Сидорова Людмила (Курган) Соколова Октябрина (Новосибирск) | Москва                     | Белорусская ССР Образова Валентина ? |

## 1980
XXIV Чемпионат СССР по биатлону проходил в Кирово-Чепецке с 6 по 11 марта 1980 года.
Соревнования проводились по четырём дисциплинам — гонка 10 км, гонка на 20 км, эстафета 4х7,5 км и гонка патрулей.

### Победители и призёры
| Дисциплина        | Золото | Серебро | Бронза                                                                                            |
| ----------------- | --- | --- | ------------------------------------------------------------------------------------------------- |
| Гонка на 10 км    | Ушаков Александр Вооружённые Силы Ленинград                                                                                  | Пеунков Сергей «Буревестник» Москва                                                                              | Барнашов Владимир «Динамо» Омск                                                                   |
| Гонка на 20 км    | Никифоров Александр Вооружённые Силы Новосибирск                                                                             | Хованский Николай «Авангард» Сумы                                                                                | Семёнов Виктор «Динамо» Минск                                                                     |
| Эстафета 4х7,5 км | «Динамо» Морозов А. (Минск) Семёнов В. (Минск) Введенский В. (Тюмень) Барнашов В. (Омск)                                     | Вооружённые Силы Ушаков А. (Ленинград) Круглов Н. (Горький) Никифоров А. (Новосибирск) Артемьев В. (Новосибирск) | «Динамо» Спирин В. (Тюмень) Черемнов Ю. (Новосибирск) Лобанов М. (Минск) Качановский М. (Вильнюс) |
| Гонка патрулей    | Вооружённые Силы Никифоров А. (Новосибирск) Ушаков А. (Ленинград) Токарев Г. (Новосибирск) Пономорёв А. Журавлёв С. (Ижевск) | «Труд» | «Динамо» Качановский М. (Вильнюс) ?                                                               |

### Женщины
| Дисциплина      | Золото                         | Серебро | Бронза |
| --------------- | ------------------------------ | ------- | ------ |
| Спринт (5 км)   | Соколова Октябрина Новосибирск |         |        |
| Эстафета 3х5 км | нет данных                     |         |        |

## 1981
XXV Чемпионат СССР по биатлону проходил в Свердловске с 10 по 15 марта 1981 года. Соревнования проводились по трём дисциплинам — гонка 10 км, гонка на 20 км и эстафета 4х7,5 км. Также в этом сезоне была проведена гонка патрулей.
На чемпионате СССР среди женщин впервые проведена индивидуальная гонка на дистанции 7,5 км с двумя огневыми рубежами.

### Победители и призёры
| Дисциплина        | Золото | Серебро                                                                                                   | Бронза                                                                                    |
| ----------------- | --- | --- | ----------------------------------------------------------------------------------------- |
| Гонка на 10 км    | Аликин Владимир Вооружённые Силы Пермь                                                                    | Гавриков Владимир Вооружённые Силы Москва                                                                 | Окунев И. «Труд» Ижевск                                                                   |
| Гонка на 20 км    | Гаврилович Василий «Буревестник» Ленинград                                                                | Семёнов Виктор «Динамо» Минск                                                                             | Никифоров Александр Вооружённые Силы Новосибирск                                          |
| Эстафета 4х7,5 км | «Буревестник» Квашнин С. (Красноярск) Новиков Л. (Омск) Ильиных Н. (Ленинград) Крутиков М. (Омск)         | Вооружённые Силы Артемьев В. (Новосибирск) Милорадов П. (Мурманск) Аликин В. (Пермь) Гавриков В. (Москва) | «Динамо» Семёнов В. (Минск) Введенский В. (Тюмень) Савкин А. (Москва) Пеунков С. (Москва) |
| Гонка патрулей    | «Динамо» Барнашов В. (Омск) Введенский В. (Тюмень) Дементьев Пеунков С. (Москва) Качановский М. (Вильнюс) | |                                                                                           |

### Женщины
| Дисциплина                    | Золото                                     | Серебро | Бронза |
| ----------------------------- | ------------------------------------------ | ------- | ------ |
| Спринт (5 км)                 | Александренко Галина «Содовик» Стерлитамак |         |        |
| Индивидуальная гонка (7,5 км) | Заболотная Людмила «Динамо» Курган         |         |        |
| Эстафета 3х5 км               | нет данных                                 |         |        |

## 1982
XXVI Чемпионат СССР по биатлону проходил в программе Зимней спартакиады народов СССР 1982 в Красноярске по трём дисциплинам — гонка на 10 км, гонка на 20 км и эстафета 4х7,5 кмс 10 по 14 марта 1982 года.
Гонка патрулей не входила в программу Зимней спартакиады народов СССР 1982 в Красноярске, проведена 15 апреля 1982 в Мурманске.
Чемпионат СССР по биатлону среди женщин проводился 3-6 апреля 1982 года в Соликамске. В программе чемпионата были индивидуальная гонка и эстафета. Индивидуальная гонка у женщин с этого сезона проводилась на дистанции 10 км с тремя огневыми рубежами.

### Победители и призёры
| Дисциплина        | Золото | Серебро | Бронза |
| ----------------- | --- | --- | --- |
| Гонка на 10 км    | Барнашов Владимир «Динамо» Омск | Аликин Владимир Вооружённые Силы Пермь                                                                                               | Гавриков Владимир Вооружённые Силы Москва |
| Гонка на 20 км    | Бруенко Пётр «Авангард» Киев | Милорадов Пётр Вооружённые Силы Мурманск                                                                                             | Аликин Владимир Вооружённые Силы Пермь |
| Эстафета 4х7,5 км | РСФСР Журавлёв С. (Вооружённые Силы Ижевск) Белорусов В. (Вооружённые Силы Ижевск) Фомичёв В. («Труд» Московская область) Новиков Л. («Буревестник» Омск) | Украинская ССР Щур В. («Колос» Тернополь) Дольный Т. («Колос» Тернополь) Хованский Н. («Авангард» Сумы) Бруенко П. («Авангард» Киев) | РСФСР Третьяков В. («Спартак» Моск.обл.) Журавлёв В. (Вооружённые Силы Ижевск) Зенков А. (Вооружённые Силы Мурманск) Вторушин А. («Спартак» Моск.обл.) |
| Гонка патрулей    | «Динамо» Барнашов В. (Омск) Ильиных Н. (Минск) Дергачёв О. (Свердловск) Курбангалиев Р. (Алма-Ата) ?                                                      | «Труд» Горбушин Л. (Глазов) Юферев Н. (Глазов) Владыко М. Петров С. Красный С.                                                       | Вооружённые Силы Бурлаков Ю. (Хабаровск) Чайко А. (Москва) Верещагин А. (Ленинград) Типиков С. (Кокчетав) Сибирцев М. (Ленинград)                      |

### Женщины
| Дисциплина                   | Золото                                                                                        | Серебро                                                                                    | Бронза                                          |
| ---------------------------- | --------------------------------------------------------------------------------------------- | ------------------------------------------------------------------------------------------ | ----------------------------------------------- |
| Спринт                       | Дюпина Любовь[уточнить] «Зенит» Уфа                                                           |                                                                                            |                                                 |
| Индивидуальная гонка (10 км) | Калюжная Нина «Труд» Магнитогорск                                                             | Курганова О. «Красное Знамя» Борисов                                                       | Осташова В. «Профсоюзы» Ленинград               |
| Эстафета 3х5 км              | РСФСР-2 Гайфулина Р. («Локомотив» Новосибирск) Степанова А. Калюжная Н. («Труд» Магнитогорск) | РСФСР-1 Журавлёва О. Заболотняя Л. («Динамо» Курган) Соколова О. («Локомотив» Новосибирск) | Латвийская ССР Трунова Л. Якобсоне Д. Сипате И. |

## 1983
XXVII Чемпионат СССР по биатлону проходил с 16 по 20 февраля 1983 года в Мурманске по двум дисциплинам — гонка на 10 км и эстафета 4х7,5 км. Гонка на 20 км состоялась 2 февраля 1983 года в Бакуриани. Также в этом сезоне проведена гонка патрулей.
Чемпионат СССР по биатлону 1983 года среди женщин 3-5 апреля 1983 года в Соликамске. Во многих источниках называется первым официальным чемпионатом, так как только в 1983 году Международный Олимпийский комитет и Международная федерация современного пятиборья и биатлона признали женский биатлон и включили его в программу чемпионатов мира.
Некоторые источники ошибочно сообщают, что победителями соревнований 1983 года были Венера Чернышева, Кайя Парве, Людмила Заболотная, Елена Головина и Светлана Давыдова.

### Победители и призёры
| Дисциплина        | Золото | Серебро | Бронза |
| ----------------- | --- | --- | --- |
| Гонка на 10 км    | Булыгин Сергей Вооружённые Силы Новосибирск                                                                                        | Милорадов Пётр Вооружённые Силы Мурманск | Аликин Владимир Вооружённые Силы Пермь                                                                                             |
| Гонка на 20 км    | Шална Альгимантас «Жальгирис» Каунас                                                                                               | Милорадов Пётр Вооружённые Силы Мурманск | Белорусов Владимир «Труд» Ижевск                                                                                                   |
| Эстафета 4х7,5 км | Вооружённые Силы-I Булыгин С. (Новосибирск) Идинов С. (Свердловск) Зенков А. (Мурманск) Милорадов П. (Мурманск)                    | Вооружённые Силы-II Вахрушев Ю. (Киров) Ярыгин Н. (Ленинград) Аликин В. (Пермь) Журавлёв С. (Ижевск)                                                           | «Динамо» Ильиных Н. (Минск) Кальдвеэ У. (Таллин) Дергачёв О. (Свердловск) Тудеберг Э. (Таллин)                                     |
| Гонка патрулей    | Вооружённые Силы-I Ярыгин Н. (Ленинград) Милорадов П. (Мурманск) Аликин В. (Пермь) Идинов С. (Свердловск) Булыгин С. (Новосибирск) | «Труд» Виноградов М. (Ленинград) Шална А. («Жальгирис» Каунас) Русанов В. (Ульяновск) Казак В. «Красное Знамя» (Борисов) Акулевич А. «Красное Знамя» (Борисов) | Вооружённые Силы-II Пономарёв Н. (Новосибирск) Вахрушев Ю. (Киров) Гавриков В. (Москва) Журавлёв С. (Ижевск) Рыбкин Л. (Ленинград) |

### Женщины
| Дисциплина                   | Золото | Серебро | Бронза |
| ---------------------------- | --- | --- | --- |
| Спринт (5 км)                | Соколова Октябрина «Локомотив» Новосибирск                                                                  | Якобсоне Д. Латвийская ССР | Бахирева М. Москва |
| Индивидуальная гонка (10 км) | Дюпина Любовь «Зенит» Уфа                                                                                   | Брылина Татьяна ШВСМ Свердловск | Вайт Эве «Динамо» Таллин |
| Эстафета 4х5 км              | РСФСР-1 Журавлёва Ольга Брылина Татьяна (ШВСМ Свердловск) Чудова Ольга Заболотняя Людмила («Динамо» Курган) | РСФСР-2 Соколова Октябрина («Локомотив» Новосибирск) Чернышова Венера («Динамо» Пермь) Гелазова Фейруза Дюпина Любовь («Зенит» Уфа) | Эстонская ССР Пярноя Риа («Динамо» Таллин) Парве Кайя («Динамо» Таллин) Овийр Анне-Ли («Динамо» Таллин) Вайт Эве («Динамо» Таллин) |

## 1984
XXVIII Чемпионат СССР по биатлону проходил в Кирово-Чепецке по трём дисциплинам — гонка на 10 км, гонка на 20 км и эстафета 4х7,5 км с 15 по 18 марта 1984 года.
Гонка патрулей в зачёт чемпионата СССР 1984 года была проведена уже в следующем сезоне, 28 декабря 1984 года в Устинове в рамках соревнований «Ижевская винтовка».
Чемпионат СССР среди женщин прошёл 29 марта — 1 апреля 1984 года в Соликамске.

### Победители и призёры
| Дисциплина        | Золото | Серебро                                                                                                | Бронза                                                                                            |
| ----------------- | --- | --- | ------------------------------------------------------------------------------------------------- |
| Гонка на 10 км    | Васильев Дмитрий «Динамо» Ленинград                                                                                     | Милорадов Пётр Вооружённые Силы Мурманск                                                               | Резцов Леонид «Динамо» Москва                                                                     |
| Гонка на 20 км    | Милорадов Пётр Вооружённые Силы Мурманск                                                                                | Васильев Дмитрий «Динамо» Ленинград                                                                    | Булыгин Сергей Вооружённые Силы Новосибирск                                                       |
| Эстафета 4х7,5 км | Вооружённые Силы-1 Аликин В. (Пермь) Идинов С. (Свердловск) Зенков А. (Мурманск) Булыгин С. (Новосибирск)               | «Динамо»-2 Непеин А. (Моск. обл.) Вторушин А. (Моск.обл.) Алексеев И. (Ленинград) Тудеберг Э. (Таллин) | «Динамо»-1 Васильев Д. (Ленинград) Кашкаров Ю. (Свердловск) Резцов Л. (Москва) Барнашов В. (Омск) |
| Гонка патрулей    | Вооружённые Силы Ярыгин Н. (Мурманск) Голубев А. (Новосибирск) Прытов А. (Свердловск) Музинов М. Медведцев В. (Устинов) | | Труд Юферев Н. (Глазов) Горбушин Л. (Глазов) ?                                                    |

### Женщины
| Дисциплина                   | Золото | Серебро | Бронза                                                                                            |
| ---------------------------- | --- | --- | ------------------------------------------------------------------------------------------------- |
| Спринт (5 км)                | Русинова Вера «Динамо» Свердловск                                                                               | Парве Кайя «Динамо» Таллин                                                                                                  | Белова Надежда «Зенит» Петропавловск                                                              |
| Индивидуальная гонка (10 км) | Чернышова Венера «Динамо» Пермь                                                                                 | Парве Кайя «Динамо» Таллин                                                                                                  | Заболотняя Людмила «Динамо» Курган                                                                |
| Эстафета 4х5 км              | РСФСР-2 Мельнова Л. (Куса) Соколова О. («Локомотив» Новосибирск) Журавлёва О. Калюжная Н. («Труд» Магнитогорск) | РСФСР-1 Останина О. (Свердловск) Заболотняя Л. («Динамо» Курган) Брылина Т. (ШВСМ Свердловск) Чернышова В. («Динамо» Пермь) | РСФСР-3 Раснер Е. Захарова С. Русинова В. («Динамо» Свердловск) Головина Е. («Динамо» Свердловск) |

## 1985
XXIX Чемпионат СССР по биатлону проходил в Свердловске по четырём дисциплинам — гонка на 10 км, гонка на 20 км, эстафета 4х7,5 км и гонка патрулей с 15 по 21 марта 1985 года.
Чемпионат СССР среди женщин проводился 28-31 марта 1985 года в Соликамске.

### Победители и призёры
| Дисциплина        | Золото | Серебро | Бронза |
| ----------------- | --- | --- | --- |
| Гонка на 10 км    | Попов Александр «Динамо» Свердловск                                                                                           | Булыгин Сергей Вооружённые Силы Новосибирск                                                                                              | Ярыгин Николай Вооружённые Силы Мурманск                                                                                    |
| Гонка на 20 км    | Антонов Сергей Вооружённые Силы Свердловск                                                                                    | Васильев Дмитрий «Динамо» Ленинград | Зенков Андрей Вооружённые Силы Мурманск                                                                                     |
| Эстафета 4х7,5 км | Вооружённые Силы Аликин В. (Пермь) Антонов С. (Свердловск) Зенков А. (Мурманск) Булыгин С. (Новосибирск)                      | «Динамо»-5 Непеин А. (Моск. обл.) Вайгин К. (Минск) Тропников А. (Новосибирск) Резцов Л. (Москва)                                        | «Динамо»-3 Васильев Д. (Ленинград) Кашкаров Ю. (Свердловск) Попов А. (Свердловск) Жданович А. (Новосибирск)                 |
| Гонка патрулей    | Вооружённые Силы-1 Аликин В. (Пермь) Зенков А. (Мурманск) Ярыгин Н. (Мурманск) Антонов С. (Свердловск) Идинов С. (Свердловск) | Вооружённые Силы-2 Медведцев В. (Устинов) Голубев А. (Новосибирск) Козлов К. (Хабаровск) Варфоломеев Н. (Новосибирск) Чекалин И. (Минск) | «Динамо» Голованов С. (Мурманск) Алексеев И. (Ленинград) Антипов П. (Ленинград) Рочев А. (Сыктывкар) Корепанов В. (Кировск) |

### Женщины
| Дисциплина                   | Золото | Серебро                                                    | Бронза |
| ---------------------------- | --- | ---------------------------------------------------------- | --- |
| Спринт (5 км)                | Парве Кайя «Динамо» Таллин                                                                                 | Чернышова Венера «Динамо» Пермь                            | Головина Елена Свердловск |
| Индивидуальная гонка (10 км) | Парве Кайя «Динамо» Таллин                                                                                 | Чернышова Венера «Динамо» Пермь                            | Белова Надежда Киев |
| Эстафета 4х5 км              | РСФСР-1 Мельнова Л. (Куса) Головина Е. (Свердловск) Останина О. (Свердловск) Чернышова В. («Динамо» Пермь) | Ленинград Осташова В. Богомолова Т. Шенина Е. Баймакова Е. | РСФСР-2 Бузмакова М. (Свердловск) Салова И. («Динамо» Свердловск) Калюжная Н. («Труд» Магнитогорск) Заболотняя Л. («Динамо» Курган) |

## 1986
XXX Чемпионат СССР по биатлону проходил в Устинове по трём дисциплинам — гонка на 10 км, гонка на 20 км и эстафета 4х7,5 км с 19 по 23 марта 1986 года. Гонка патрулей в зачёт сезона 1985/86 была проведена в следующем сезоне, 25 декабря 1986 года в Устинове.
В этом сезоне также проводилась зимняя Спартакиада народов СССР (8-11 марта 1986, Красноярск), на которой впервые в её истории не разыгрывались медали чемпионата страны.
Чемпионат СССР среди женщин проходил 18-23 марта 1986 года в Кирово-Чепецке.

### Победители и призёры
| Дисциплина        | Золото | Серебро | Бронза |
| ----------------- | --- | --- | --- |
| Гонка на 10 км    | Васильев Дмитрий «Динамо» Ленинград | Медведцев Валерий Вооружённые Силы Устинов | Антонов Сергей Вооружённые Силы Свердловск |
| Гонка на 20 км    | Кашкаров Юрий «Динамо» Свердловск | Булыгин Сергей Вооружённые Силы Новосибирск | Хохряков Игорь Вооружённые Силы Минск |
| Эстафета 4х7,5 км | РСФСР-1 Кашкаров Ю. («Динамо» Свердловск) Попов А. («Динамо» Свердловск) Прытов А. (Вооружённые Силы Свердловск) Антонов С. (Вооружённые Силы Свердловск) | РСФСР-4 Непеин А. («Динамо» Московская область) Тарасов С. (Вооружённые Силы Мурманск) Кириенко В. (Вооружённые Силы Мурманск) Цыганов В. (Вооружённые Силы Мурманск) | РСФСР-2 Тарасов С. (Вооружённые Силы Новосибирск) Зольников К. («Динамо» Новосибирск) Жданович А. («Динамо» Новосибирск) Булыгин С. (Вооружённые Силы Новосибирск) |
| Гонка патрулей    | РСФСР-1 Прытов А. (Вооружённые Силы Свердловск) Харитонов Н. («Динамо» Свердловск) ?                                                                      | Украинская ССР ? | |

### Женщины
| Дисциплина                   | Золото | Серебро | Бронза |
| ---------------------------- | --- | --- | --- |
| Спринт (5 км)                | Сокирко-Серик Антонина «Буревестник» Сумы                                                                     | Чернышова Венера ДОСААФ Пермь                                                                              | Салова Ирина «Динамо» Свердловск                                                                                                  |
| Индивидуальная гонка (10 км) | Баймакова Галина «Зенит» Ленинград                                                                            | Белова Надежда «Буревестник» Киев                                                                          | Мельнова Любовь «Буревестник» Челябинск                                                                                           |
| Эстафета 3х5 км              | Украинская ССР Белова Н. («Буревестник» Киев) Фурсова Н. («Буревестник» Киев) Сокирко А. («Буревестник» Сумы) | РСФСР-1 Чернышова В. (ДОСААФ Пермь) Калюжная Н. («Труд» Магнитогорск) Шкурбало В. («Спартак» Петрозаводск) | РСФСР-2 Мельнова Л. («Буревестник» Челябинск) Картунова Н. («Трудовые Резервы» Новосибирск) Елисеева И. («Профсоюзы» Новосибирск) |

## 1987
XXXI Чемпионат СССР по биатлону проходил в Свердловске по четырём дисциплинам — гонка на 10 км, гонка на 20 км, эстафета 4х7,5 км и гонка патрулей с 15 по 22 марта 1987 года.
Чемпионат СССР среди женщин прошёл в марте 1987 года в Соликамске.

### Победители и призёры
| Дисциплина        | Золото | Серебро | Бронза |
| ----------------- | --- | --- | --- |
| Гонка на 10 км    | Кашкаров Юрий «Динамо» Свердловск                                                                                                   | Васильев Дмитрий «Динамо» Ленинград                                                                                         | Медведцев Валерий Вооружённые Силы Устинов                                                                                 |
| Гонка на 20 км    | Непеин Андрей «Динамо» Московская область                                                                                           | Харитонов Николай «Динамо» Свердловск                                                                                       | Попов Александр «Динамо» Свердловск                                                                                        |
| Эстафета 4х7,5 км | Вооружённые Силы Аликин В. (Пермь) Булыгин С. (Минск) Антонов С. (Свердловск) Медведцев В. (Устинов)                                | «Динамо» Тропников А. (Новосибирск) Харитонов Н. (Свердловск) Вайгин К. (Минск) Попов А. (Свердловск)                       | «Динамо» Васильев Д. (Ленинград) Непеин А. (Моск. обл.) Кашкаров Ю. (Свердловск) Жданович А. (Новосибирск)                 |
| Гонка патрулей    | «Динамо» Кашкаров Ю. (Свердловск) Попов А. (Свердловск) Харитонов Н. (Свердловск) Жданович А. (Новосибирск) Васильев Д. (Ленинград) | Профсоюзы Дольный Т. (Тернополь) Чехович И. (Тернополь) Черепкин Д. (Витебск) Кирсанов А. (Свердловск) Журавлёв В. (Ижевск) | Вооружённые Силы Медведцев В. (Устинов) Булыгин С. (Минск) Аликин В. (Пермь) Антонов С. (Свердловск) Ярыгин Н. Свердловск) |

### Женщины
| Дисциплина           | Золото                                    | Серебро           | Бронза                 |
| -------------------- | ----------------------------------------- | ----------------- | ---------------------- |
| Спринт               | Баймакова Галина Ленинград                | Парве Кайя Таллин | Цыркунова Галина Минск |
| Индивидуальная гонка | Сокирко-Серик Антонина «Буревестник» Сумы |                   |                        |
| Эстафета             | нет данных                                |                   |                        |

## 1988
XXXII Чемпионат СССР по биатлону проходил в Ижевске по трём дисциплинам — гонка на 10 км (19 января), гонка на 20 км (22 марта) и эстафета 4х7,5 км (20 января) 1988 года. Гонка патрулей в этом сезоне также была проведена.
Чемпионат СССР среди женщин прошёл 18-22 марта 1988 года в Свердловске по четырём дисциплинам — индивидуальная гонка, спринт, эстафета и гонка патрулей. В женских соревнованиях дистанция индивидуальной гонки впервые была увеличена до современной нормы — 15 км.

### Победители и призёры
| Дисциплина        | Золото                                                                                                   | Серебро                                | Бронза |
| ----------------- | --- | -------------------------------------- | --- |
| Гонка на 10 км    | Васильев Дмитрий «Динамо» Ленинград                                                                      | Носков Валерий Вооружённые Силы Москва | Ярыгин Николай Вооружённые Силы Свердловск                                                                  |
| Гонка на 20 км    | Васильев Дмитрий «Динамо» Ленинград                                                                      | Чепиков Сергей «Динамо» Свердловск     | Попов Александр «Динамо» Свердловск                                                                         |
| Эстафета 4х7,5 км | «Динамо» Васильев Д. (Ленинград) Чепиков С. (Свердловск) Жданович А. (Новосибирск) Попов А. (Свердловск) | Профсоюзы                              | Вооружённые Силы Булыгин С. (Минск) Кириенко В. (Мурманск) Корнев О. (Новосибирск) Тарасов С. (Новосибирск) |
| Гонка патрулей    | Вооружённые Силы                                                                                         |                                        | |

### Женщины
| Дисциплина                   | Золото                                                                                            | Серебро                                                            | Бронза                     |
| ---------------------------- | ------------------------------------------------------------------------------------------------- | ------------------------------------------------------------------ | -------------------------- |
| Спринт (7,5 км)              | Парве Кайя Таллин                                                                                 | Квашук Татьяна Москва                                              | Ощепкова Светлана Омск     |
| Индивидуальная гонка (15 км) | Приказчикова (Фурсова) Наталья «Буревестник» Киев                                                 | Иванова Наталья Новосибирск                                        | Парве Кайя «Динамо» Таллин |
| Эстафета 3х7,5 км            | РСФСР-1 Шкурбало Валентина (Петрозаводск) Григорьева Елена (Казань) Иванова Наталья (Новосибирск) | Эстонская ССР Парве Кайя (Таллин) Первушина Зоя Ринне Эва (Таллин) | РСФСР-2                    |
| Гонка патрулей               | РСФСР                                                                                             | РСФСР                                                              | РСФСР                      |

## 1989
XXXIII Чемпионат СССР по биатлону проходил в Ижевске по четырём дисциплинам — гонка на 10 км, гонка на 20 км, эстафета 4х7,5 км и впервые проведённая командная гонка с 16 по 21 марта 1989 года.
Чемпионат СССР 1989 года среди женщин проходил 16-21 марта 1989 года в Свердловске.

### Победители и призёры
| Дисциплина        | Золото | Серебро                                                                                           | Бронза |
| ----------------- | --- | ------------------------------------------------------------------------------------------------- | --- |
| Гонка на 10 км    | Вакульчик Сергей Вооружённые Силы Новосибирск                                                              | Ложкин Сергей Вооружённые Силы Ижевск                                                             | Волков Александр Вооружённые Силы Ижевск                                                                           |
| Гонка на 20 км    | Журавлёв Валерий Профсоюзы Ижевск                                                                          | Булыгин Сергей Вооружённые Силы Минск                                                             | Аликин Владимир Вооружённые Силы Пермь                                                                             |
| Эстафета 4х7,5 км | «Динамо» Непеин А. (Моск. обл.) Рыженков О. (Минск) Тропников А. (Новосибирск) Ермолаев А. (Куйбышев)      | Вооружённые Силы Носков В. (Москва) Ложкин С. (Ижевск) Антонов С. (Свердловск) Булыгин С. (Минск) | Вооружённые Силы Корнев О. (Новосибирск) Вакульчик С. (Новосибирск) Ярыгин Н. (Ленинград) Тарасов С. (Новосибирск) |
| Командная гонка   | Вооружённые Силы Антонов С. (Свердловск) Ложкин С. (Ижевск) Ярыгин Н. (Ленинград) Тарасов С. (Новосибирск) | Профсоюзы Ямалтдинов И. (Уфа) Сидоренко В. (Пермь) Карпинкин Г. (Минск) Журавлёв В. (Ижевск)      | Профсоюзы Кольцов И. (Минск) Ростовский А. (Моск. обл.) Вайгин К. (Минск) Резцов Л. (Москва)                       |

### Женщины
| Дисциплина                   | Золото | Серебро | Бронза                                                                                            |
| ---------------------------- | --- | --- | ------------------------------------------------------------------------------------------------- |
| Спринт (7,5 км)              | Парамыгина Светлана Белорусская ССР                                                                                   | Иванова Наталья Новосибирск                                                                                            | Черепанова (Носкова) Луиза Тюмень                                                                 |
| Индивидуальная гонка (15 км) | Горбачёва Ирина Новосибирск                                                                                           | Салова Ирина Свердловск                                                                                                | Панютина Светлана Новосибирск                                                                     |
| Эстафета                     | нет данных | |                                                                                                   |
| Командная гонка              | ДОСААФ-2 Баймакова Галина (Ленинград) Баймакова Елена (Ленинград) Образова Валентина (Минск) Чернышова Венера (Пермь) | «Динамо» Салова Ирина (Свердловск) Мельникова Елена (Свердловск) Новокрещенова Н. (Свердловск) Агалакова Ирина (Киров) | Профсоюзы-3 Бацевич Елена (Омск) Ощепкова С. (Омск) Корчагина И. (Омск) Елисеева И. (Новосибирск) |

## 1990
XXXIV Чемпионат СССР по биатлону проходил в Тысовце (Львовская область) в феврале 1990 года, в рамках VII зимней Спартакиады народов СССР. В программе мероприятия были спринт, индивидуальная гонка и эстафета у мужчин и у женщин. В ходе сезона также была проведена гонка патрулей.
В разных источниках Ирина Салова называется победительницей спринта или индивидуальной гонки[уточнить].
| Дисциплина        | Золото | Серебро | Бронза |
| ----------------- | --- | ------- | --- |
| Гонка на 10 км    | Майгуров Виктор Минск                                                                                     |         | |
| Гонка на 20 км    | Тарасов Сергей Новосибирск                                                                                |         | |
| Эстафета 4х7,5 км | Белорусская ССР Карпинкин Геннадий (Минск) Хохряков Игорь (Минск) Черепкин Дмитрий Булыгин Сергей (Минск) |         | Украинская ССР Дольный Тарас (Тернополь) Могиленко Виталий (Сумы) Давыденко Николай (Сумы) Джима Валентин (Киев) |
| Гонка патрулей    | нет данных                                                                                                |         | |

### Женщины
| Дисциплина                   | Золото                              | Серебро             | Бронза                                                                                     |
| ---------------------------- | ----------------------------------- | ------------------- | ------------------------------------------------------------------------------------------ |
| Спринт (7,5 км)              | Салова Ирина[уточнить] Екатеринбург |                     |                                                                                            |
| Индивидуальная гонка (15 км) | Салова Ирина[уточнить] Екатеринбург | Белова Надежда Киев |                                                                                            |
| Эстафета 3х6 км              |                                     |                     | Украинская ССР Белова Надежда (Киев) Корчагина Ирина (Сумы) Шмигановская Ирина (Тернополь) |
| Гонка патрулей               | нет данных                          |                     |                                                                                            |

## 1991
Чемпионат СССР 1991 года среди женщин прошёл в марте 1991 года в Свердловске. В программе чемпионата были спринт, эстафета и командная гонка. Также в ходе сезона проведена индивидуальная гонка[уточнить].

### Победители и призёры
| Дисциплина | Золото                    | Серебро | Бронза |
| ---------- | ------------------------- | ------- | ------ |
| Спринт     | Кириенко Валерий Мурманск |         |        |

### Женщины
| Дисциплина                   | Золото                                                                 | Серебро | Бронза |
| ---------------------------- | ---------------------------------------------------------------------- | ------- | ------ |
| Спринт                       | Белова Елена Магнитогорск                                              |         |        |
| Индивидуальная гонка (15 км) | Таланова Надежда                                                       |         |        |
| Эстафета 3х7,5 км            | ДОСААФ Белова Елена Магнитогорск Горбунова Сержантова Татьяна Смоленск |         |        |
| Командная гонка 15 км        | ДОСААФ-1                                                               |         |        |

## 1992
Первый чемпионат СНГ, изначально запланированный как чемпионат СССР сезона 1991/92. Прошёл в феврале 1992 года в Ижевске.
В некоторых источниках чемпионом страны 1992 года в индивидуальной гонке называется Евгений Редькин, одержавший победу 17 января 1992 года на соревнованиях «Ижевская винтовка»[уточнить].
| Дисциплина        | Золото                                                                 | Серебро | Бронза |
| ----------------- | ---------------------------------------------------------------------- | ------- | ------ |
| Гонка на 10 км    | Печёрский Александр                                                    |         |        |
| Гонка на 20 км    | Драчёв Владимир по другим данным: Редькин Евгений[уточнить]            |         |        |
| Эстафета 4х7,5 км | ? Безносов Александр Кобелев Алексей Медведцев Валерий Псарёв Владимир |         |        |